# Museu de la Terrissa de Quart
El Museu de la Terrissa de Quart és un museu ubicat a Quart (Gironès) que es va inaugurar el 27 de març de 2011, amb la presència de Quim Cufí, alcalde de la Quart, i el president de la Diputació de Girona, Enric Vilert. Quart és un municipi molt vinculat professionalment al món de la terrissa. També realitza anualment la Fira de la Terrissa de Quart, durant el mes de desembre. Es preveu que obri els caps de setmana i els festius.

## Història
El projecte de creació del museu es va iniciar el 2004 i es va dividir en tres fases. La primera fase va consistir en rehabilitació de la bòbila de Can Ginesta. Durant la segona fase es va reformar el porxo i durant la tercera es va construir l'edifici annex i habilitar una rambla a l'exterior.

## Edifici
El museu ocupa una antiga bòbila d'inicis del segle xx, i un edifici annex, de nova planta, units a través d'una passera. Les obres d'habilitació de l'espai han durat tres legislatures, i s'ha construït amb finançament de la Generalitat de Catalunya, la Diputació de Girona i la Comunitat Europea. Pel que fa a la museografia, el museu disposa de diversos equipaments interactius.

## Col·lecció
Es preveu que el museu disposi d'una exposició permanent i un espai reservat per a exposicions temporals. En el procés de creació del discurs museogràfic han intervingut els terrissaires professionals que treballen al municipi. A la zona de la bòbila es mostrarà el procés de fabricació de la terrissa, mostrant elements representatius d'aquest tipus d'edifici, com la bassa, el forn o la galatea. L'edifici nou disposarà d'una sala polivalent i dels serveis educatius del museu.